# Edward Mansel, 3. Baronet
Sir Edward Vaughan Mansel, 3. Baronet (* nach 1740; † Januar 1788) war ein britischer Adliger. 
Edward Mansel entstammte einer Seitenlinie der walisischen Familie Mansel. Er war der älteste Sohn von Sir Edward Mansel, 2. Baronet und dessen zweiten Frau, die vermutlich Mary Bayley war und die sein Vater 1740 geheiratet hatte. Er war noch minderjährig, als sein Vater 1754 starb und wodurch er zum Erben von dessen Besitzungen bei Trimsaran im südwalisischen Carmarthenshire sowie des Titels Baronet, of Trimsaran in the County of Carmarthen, wurde. 1762 verpachtete er dem Londoner Kaufmann Chauncey Townsend, der seit 1748 als Bergwerksbetreiber in Südwales aktiv war, die Bergbaurechte auf seiner Besitzung Stradey Park bei Llanelli. Damit vergab er die ersten Bergbaurechte bei Llanelli, doch Townshend begann erst 1765 mit der Anlage eines Schachtes für ein Kohlebergwerk. Townsend starb 1770, und Mansel, der von seinen Zeitgenossen als nicht sonderlich klug eingeschätzt wurde, war selbst hoch verschuldet. Damit wurde das begonnene Bergwerk wegen Kapitalmangel nie wirklich betrieben.
Mansel heiratete Mary Shewen, eine Tochter von Joseph Shewen. Mit ihr hatte er einen Sohn, Edward Joseph Shewen Mansel († 1798). Dieser wurde sein Erbe als 4. Baronet. Er starb jedoch unverheiratet und kinderlos 1798, womit der Titel erlosch.